# Agnes Buen Garnås
Agnes Buen Garnås est une chanteuse traditionnelle norvégienne née le 23 octobre 1946 à Jondalen (Telemark) et morte le 12 novembre 2024 à Notodden (Telemark). 
Elle est connue plus particulièrement pour ses chants a cappella de ballades norvégiennes, ainsi que sa collaboration avec le saxophoniste Jan Garbarek.

## Biographie
De 1975 à 1977, Agnes Buen Garnås étudie au Telemark University College.
En 1984, elle reçoit le Spellemannprisen pour Draumkvedet. En 1988, elle enregistre avec le saxophoniste Jan Garbarek, sur l'album Rosensfole.

## Discographie
- Dei spelar og syng avec la famille Buen (Polygram, 1975)
- Når klokkune gjev dur avec Knut Buen (Kirkelig Kulturverksted, 1976/2002)
- Nordafjølls (1983)
- Draumkvedet (Kirkelig Kulturverksted, 1984) Spellemannprisen 1984.  Harald Gundhus, Knut Buen, Kåre Nordstoga et Warren Carlstrøm
- På gamle tufter (Buen Kulturverkstad, 1985)
- Jul med rupesekken (Buen Kulturverkstad, 1985)
- Stem på våre understrenger (Buen Kulturverkstad, 1988)
- Rosensfole (Kirkelig Kulturverksted, 1989) avec Jan Garbarek
- Tusseliten og trippeliti (Buen Kulturverkstad, 1990)
- Attersyn (Buen Kulturverkstad, 1995)
- Stev og slått (Buen Kulturverkstad, 1996)
- Langt inn i hugheimen (Buen Kulturverkstad, 1996)
- Dei syng! - ballader på vandring (CD, 1997) avec  Anne Marit Jacobsen, Sinikka Langeland, Halvor Håkanes Eli Storbekken
- Ljos og skugge (Buen Kulturverkstad, 1998)
- Soltreet (Buen Kulturverkstad, 2002)
- Han rider den mørke natt tekster av Landstad (Via Music, 2002) avec la participation de Marilyn Mazur percussion, Sigbjørn Apeland orgue et Per Anders Buen Garnås violon[3].
- Med blanke ark avec divers artistes (Grappa (forlag), 2005)